# Palha de papoula

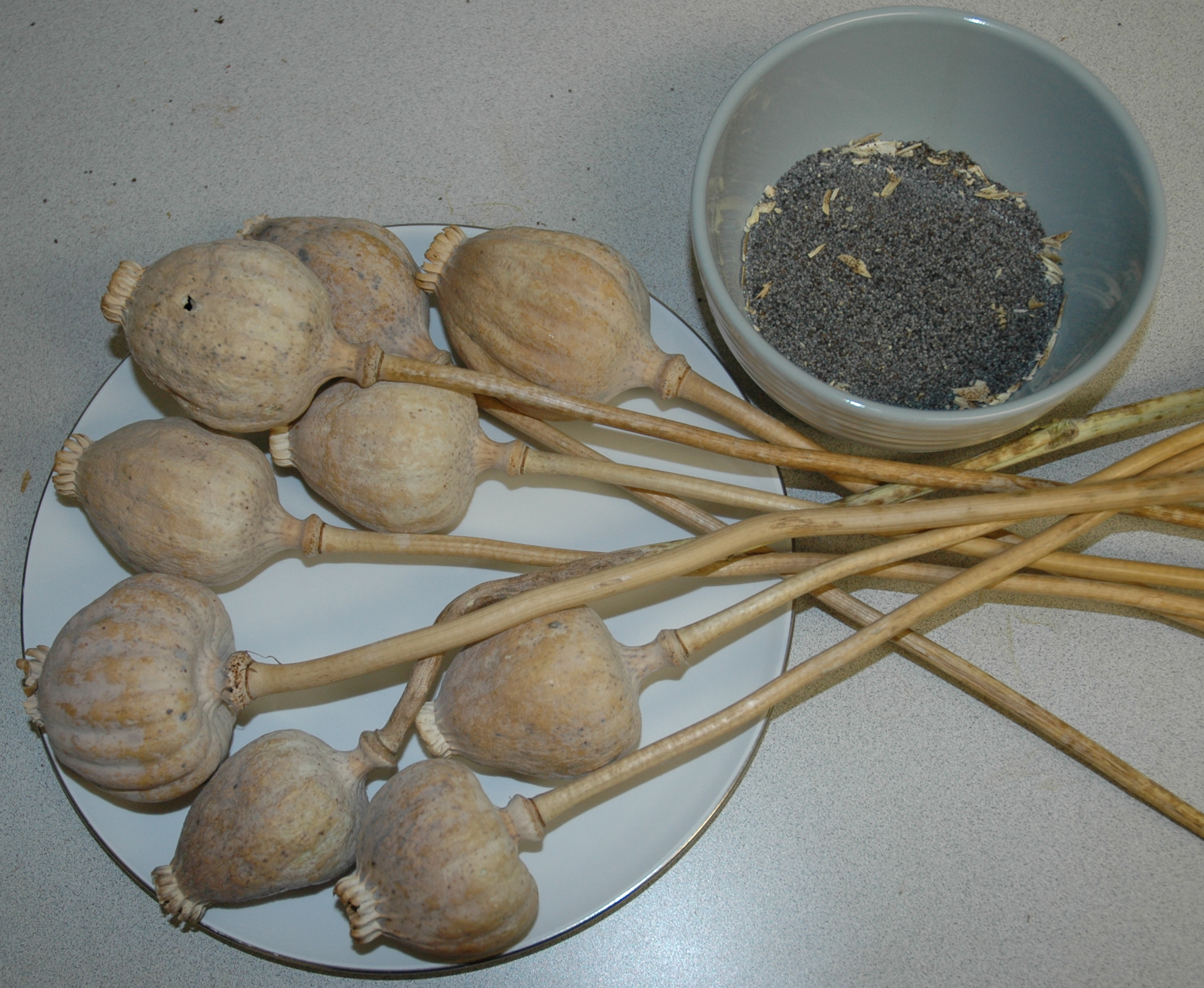
Palha de papoula (esquerda) e sementes (direita)

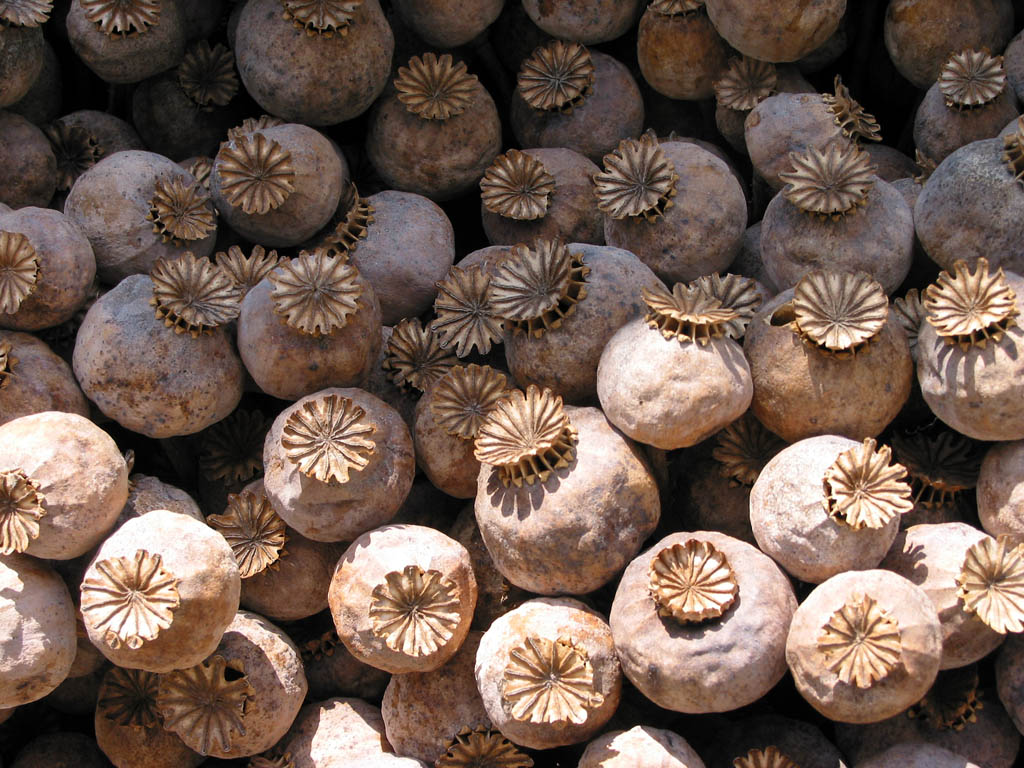
Bulbos, vagens ou cápsulas de sementes de papoula

A palha de papoula (também conhecida como palha de ópio, palha de ópio ceifada, cápsula de papoula triturada, canudo de papoula ou casca de papoula) é derivada das papoulas de ópio (Papaver somniferum) que são colhidas quando totalmente maduras e secas por meios mecânicos. A palha de papoula do ópio é o que resta depois que as vagens das sementes são colhidas, ou seja, os caules, o caule e as folhas secos das papoulas cultivadas para suas sementes. As folhas, o caule e a vagem da semente secos no campo são usados na fabricação comercial de morfina ou de outras drogas derivadas do alcaloide da papoula, primeiro processando o material, separando as sementes e, em seguida, fazendo um concentrado de palha de papoula, quando não há extração usando os métodos tradicionais de extração de látex. Originalmente, a palha era considerada um subproduto agrícola da colheita mecanizada de sementes de papoula, que era cultivada principalmente por suas sementes comestíveis e produtoras de óleo. Isso mudou em 1927, quando János Kabay desenvolveu um processo químico para extrair morfina da cápsula triturada. A palha de papoula concentrada, que consiste principalmente na cápsula triturada sem as sementes, logo se tornou uma fonte valiosa de morfina. Atualmente, o concentrado de palha de papoula é a principal fonte de muitos opiáceos e outros alcaloides. É a fonte de 90% do suprimento mundial de morfina legal (para uso médico e científico) e, em alguns países, também é uma fonte de morfina ilegal, que pode ser transformada em heroína ilegal.
A Convenção Única sobre Entorpecentes de 1961 define a palha de papoula como "todas as partes (exceto as sementes) da papoula do ópio, após o corte".
Produtores/cultivadores e atacadistas de flores secas decorativas colhem manualmente vagens/bulbos decorativos com sementes maduras, com ou sem os talos, para uso em arranjos florais decorativos. Em seguida, essas sementes são secas mecanicamente em altas temperaturas em grandes fornos para que os insetos morram e as sementes se tornem inviáveis, de modo que a colheita consiste quase que inteiramente em vagens/bulbos com sementes floridas secas (para facilitar o transporte, são adicionados caules artificiais posteriormente, por exemplo, para a confecção de coroas de flores com sementes de pássaros, arranjos florais e boutonnières de casamento ou projetos de artesanato). As sementes usadas nesse mercado são escolhidas de acordo com o tamanho e a forma da vagem/bulbo da papoula madura, e não pelo conteúdo alcaloide.
Existem muitas variedades, linhagens e cultivares de Papaver somniferum, e o teor de alcaloides pode variar significativamente.

## Colheita

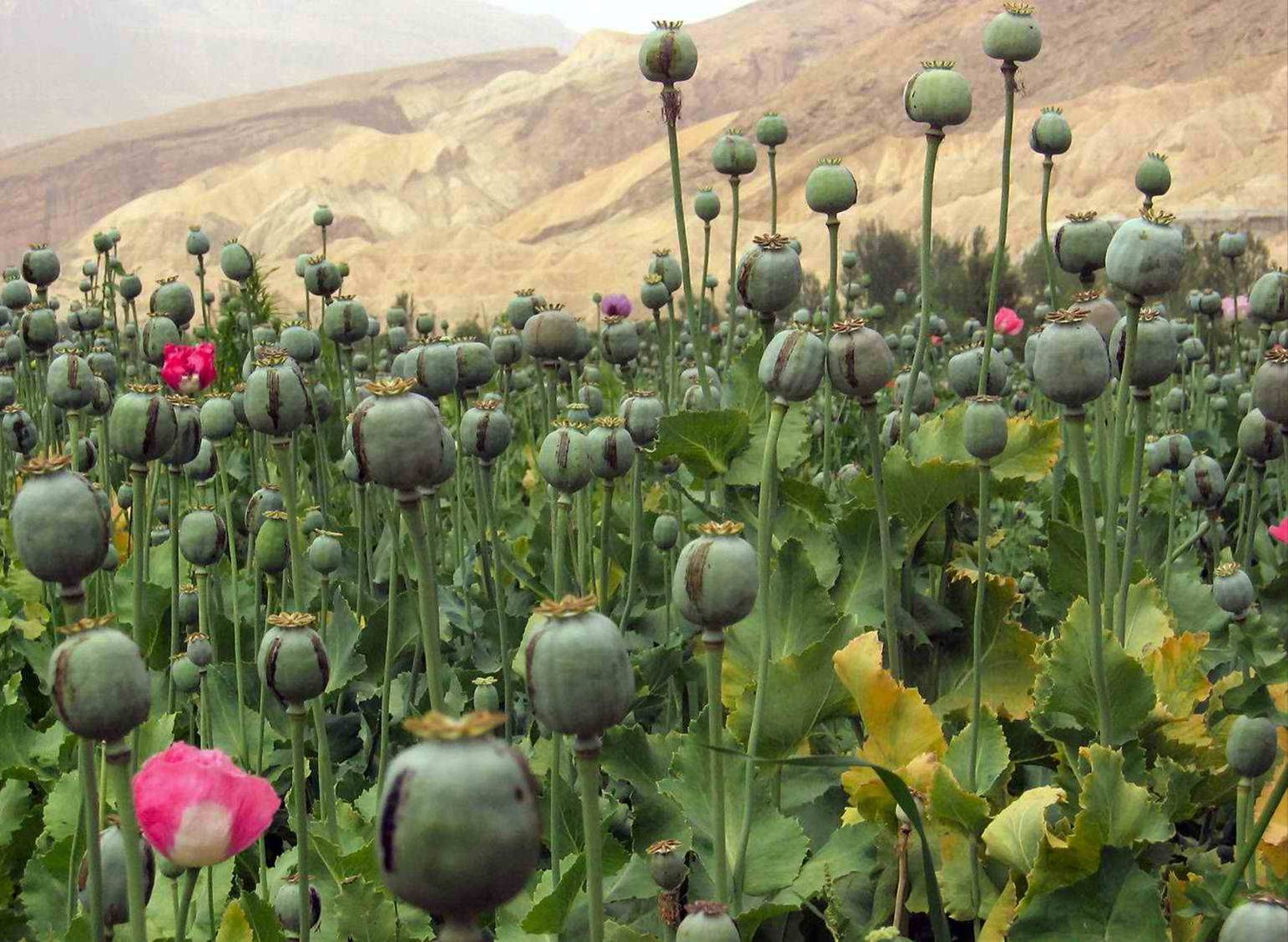
Método tradicional: as frutas são marcadas

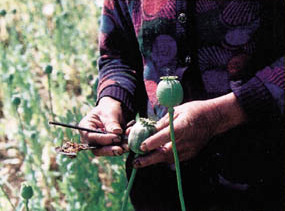
Método tradicional de colheita manual de ópio, ainda em uso atualmente

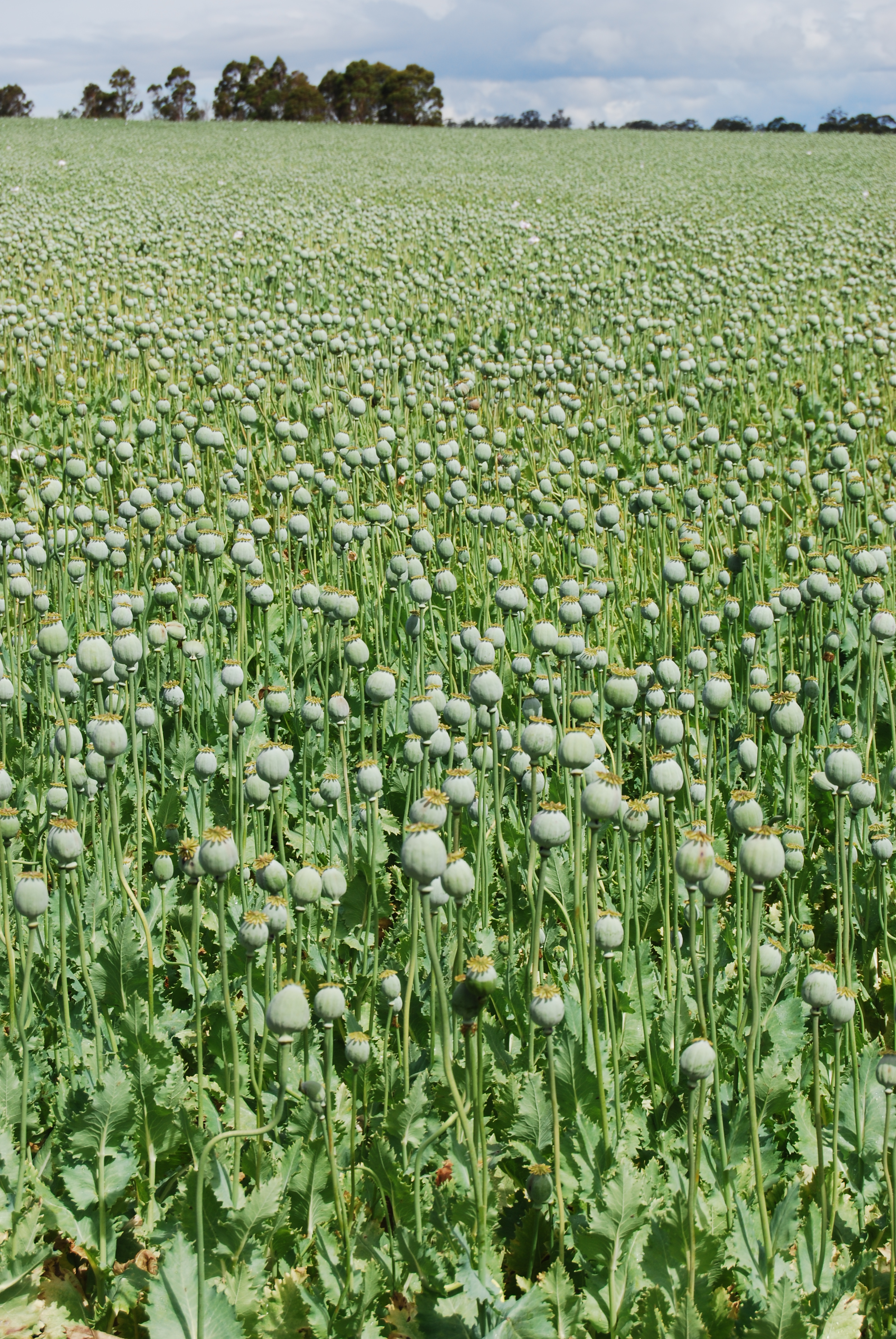
Método moderno: as frutas não são marcadas

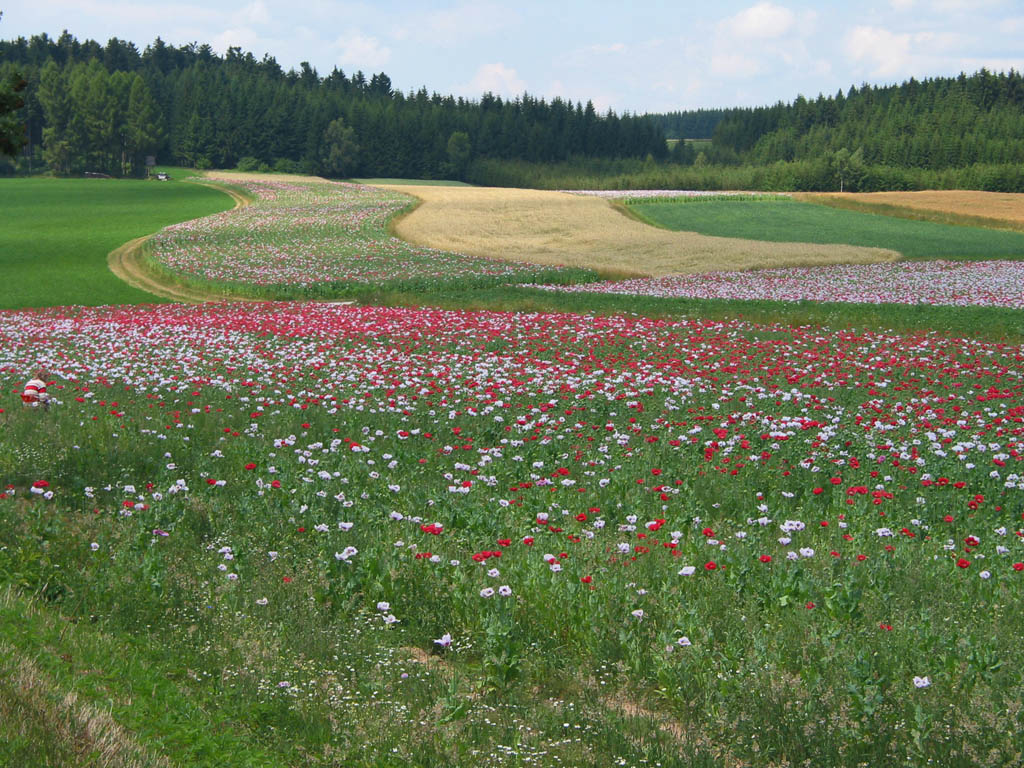
Método moderno: colheita de palha de papoula

A colheita tradicional das papoulas do ópio para a produção de opiáceos envolvia o trabalho intensivo de fazer cortes rasos nos frutos imaturos (vagem de semente) para que o látex vazasse e secasse e, em seguida, retornar no dia seguinte para raspar o látex seco, conhecido como ópio bruto.
A colheita da palha de papoula é um método alternativo, em grande parte mecanizado.  Permite-se que as plantas amadureçam completamente e, em seguida, uma máquina é usada para colher todo o campo.  As sementes maduras de papoula são separadas por malhagem e peneiramento, e o restante é a palha de papoula.  A palha de papoula geralmente consiste apenas nas partes da planta acima do solo, mas as raízes também podem ser colhidas.  Alguns produtores cortam as plantas bem alto, de modo que a colheita consiste quase inteiramente nos frutos (vagens de sementes), omitindo os talos, as folhas e as raízes.  A palha da papoula é então processada de maneira semelhante ao ópio para extrair opiáceos e outros alcaloides (consulte Morfina).
Evitar a colheita manual do ópio, que exige muita mão de obra, foi tema de pesquisa por quase 100 anos. Essa pesquisa foi de grande interesse nos países em que a papoula do ópio era uma importante cultura de sementes oleaginosas, mas onde os altos custos de mão de obra tornavam a colheita do ópio antieconômica. O que era necessário era um processo que permitisse a extração comercial de opiáceos diretamente da papoula do ópio, e não do ópio (comparativamente puro).
Na década de 1940, a produção comercial de morfina a partir da palha da papoula havia se espalhado da Hungria para a Polônia e, por fim, para a maioria dos países onde as papoulas são cultivadas em larga escala, principalmente por suas sementes. Em 1950, cerca de 10% da colheita de sementes de papoula desses países também estava produzindo morfina. Com base nos rendimentos médios e na produção relatada de sementes de papoula em nove países europeus, a produção potencial de morfina dessas plantações foi estimada em 148.800 quilos. No entanto, em 1950, a produção real de morfina a partir da palha de papoula foi de 11.663 quilos.
A partir de 1950, a produção média anual por hectare foi estimada em 675 kg de sementes de papoula e 450 kg de palha de papoula (palha de cápsula seca), que, por sua vez, foi estimada em cerca de 1,5 kg de morfina (em anos bons).

## Processamento
O primeiro processo comercial pelo qual os opiáceos são extraídos da palha de papoula foi inventado na Hungria por János Kabay. Esse processo, conhecido como "método da palha de papoula", continua sendo usado até hoje. Kabay aplicou seu novo processo inicialmente em campos de papoulas de ópio entre os estágios de floração e maturidade, enquanto os frutos estavam verdes. Isso apresentava várias desvantagens: as sementes verdes da papoula não podiam ser peneiradas, de modo que não só a safra de sementes era perdida, mas o óleo da semente de papoula interferia no processo. A clorofila abundante nas plantas verdes também interferia e a safra de um ano inteiro tinha que ser processada em dois meses, quando atingia o estágio de fruto. Kabay logo descobriu que o processo poderia ser aplicado ao resíduo de palha de papoula da colheita de sementes de papoula, eliminando assim todas essas desvantagens.
A palha de papoula é primeiro pulverizada e, em seguida, lavada de seis a dez ou mais vezes em água, que pode ter um ácido adicionado para aumentar a solubilidade, para produzir o concentrado de palha de papoula (PSC ou CPS, em inglês). Seco, o concentrado é um pó de cor bege a marrom. Ele contém sais de vários alcaloides e pode variar de nove a 30 vezes a concentração de morfina da palha de papoula. Os concentrados de ópio que usam solventes que não sejam água acidificada ou pura são frequentemente, mas não necessariamente, chamados de PSC.
As papoulas das linhagens Norman e Przemko contêm quantidades muito maiores de tebaína e oripavina e têm concentrações de morfina abaixo de 1%, em comparação com até 26% nas linhagens com alto teor de morfina. Pelo menos um fabricante, a Tasmanian Alkaloids, produz tanto tipos de concentrado de palha de papoula com alto teor de morfina quanto com alto teor de tebaína/oripavina. O último é usado por fabricantes farmacêuticos para produzir opioides semissintéticos e sintéticos, como hidrocodona, hidromorfona, oxicodona, oximorfona, nalbufina, naloxona, naltrexona, buprenorfina, butorfanol e etorfina.
O PSC é uma alternativa aos blocos de ópio como fonte de alcaloides na maioria dos métodos de produção que isolam alcaloides da papoula do ópio, mas não em todos. Uma exceção notável é a tebaína, que está presente em frações muito maiores no ópio do que na palha da papoula. A morfina, que é uma grande fração dos alcaloides encontrados nas cápsulas maduras da papoula, é produzida comercialmente a partir do ópio ou da palha concentrada da papoula. Para extrair a morfina, o PSC é dissolvido em água e tratado com outros produtos químicos para obter o próximo intermediário, o morfenato de cálcio (ou, com menos frequência, o morfenato de sódio), que é tratado posteriormente para purificar a droga e convertê-la no sal ou base de morfina desejado. Os processos de extração de outros alcaloides, como codeína e noscapina, usam outros processos farmacêuticos.

## Culturas de palha de papoula
A produção mundial anual de ópio e palha de papoula, tanto legal quanto ilegal, é registrada pelo Escritório das Nações Unidas sobre Drogas e Crime e relatada em seu Relatório Mundial sobre Drogas anual. A quantidade de palha de papoula produzida é normalmente apresentada como "equivalentes de ópio". A estimativa do Relatório Mundial sobre Drogas de 2002 da produção mundial total de ópio, incluindo os equivalentes de ópio da palha de papoula, foi de 42.600 toneladas métricas em 1906/07 e 12.600 toneladas métricas em 2007. A produção de 2007 consistiu em 8.870 toneladas métricas de ópio ilegal, 3.420 toneladas métricas de equivalente de ópio da palha de papoula legal e 300 toneladas métricas de ópio legal. Assim, mais de 90% da produção mundial de opiáceos legais, incluindo a morfina medicinal, agora é produzida a partir da palha de papoula.
Com o estabelecimento da palha de papoula como a fonte da maior parte da morfina natural e de outros opiáceos, grande parte da produção mundial de ópio é destinada a usos ilícitos. Em 1981, descobriu-se que cápsulas secas que estavam sendo vendidas para decoração na Suécia foram lancetadas de 2 a 5 vezes com uma ferramenta com 3 a 4 lâminas e o ópio foi raspado. O teor de morfina dessas cápsulas era de 0,15 a 0,34%, comparável ao das cápsulas suecas domésticas não lancetadas. Na Índia, a palha de papoula de cápsulas lancetadas tinha um teor de morfina de pelo menos 0,2%. Esses níveis de morfina obtidos de plantas "exauridas" sugerem que, para os produtores de ópio "lícito", a palha de papoula pode ser uma segunda safra lucrativa.
Em 2005, a Índia era o único país que produzia ópio lícito (goma de ópio) tanto para uso doméstico quanto para exportação. O ópio lícito também era produzido na República Popular Democrática da Coreia para uso doméstico e no Japão para manutenção da tecnologia pertinente (pequenas quantidades). As papoulas do ópio eram cultivadas principalmente para extração de alcaloides (da palha da papoula) em outros 9 países: Austrália, China, França, Hungria, Eslováquia, Espanha, República da Macedônia, Turquia e Reino Unido. A China deixou de produzir ópio lícito depois de 2001. Papoulas de ópio cultivadas principalmente para a colheita de sementes, com palha de papoula lícita como subproduto, foram produzidas na República Tcheca, Sérvia e Montenegro. Outros seis países cultivavam papoulas de ópio apenas para a semente da papoula ou para fins de horticultura, sem extração de alcaloides da palha da papoula: Áustria, Estônia, Alemanha, Holanda, Polônia e Ucrânia. A produção ilícita de heroína polonesa e de outros produtos derivados da palha da papoula é um problema constante na Polônia, embora não seja tão grave quanto na década de 1980, depois que as papoulas com altos níveis de alcaloides opioides foram proibidas na década de 1990.
A produção de ópio lícito na Índia estava de acordo com os termos da Convenção Única sobre Entorpecentes de 1961. Depois que o ópio era colhido, permitia-se que as plantas amadurecessem e fossem colhidas para a produção de sementes de papoula. A venda de sementes de papoula gerava uma proporção significativa da renda da safra lícita de ópio. Frações desconhecidas da colheita de ópio e do resíduo de palha de papoula da colheita de sementes de papoula eram desviadas para usos ilícitos.
A produção de ópio ilegal a partir da palha de papoula é limitada. Ela é relatada principalmente em laboratórios clandestinos na Moldávia, na Federação Russa e na Ucrânia, usando palha de papoula doméstica.

## Produtos derivados
Um método comum de produção de láudano envolve dissolver o PSC ou o ópio derivado do látex em álcool e deixar a solução descansar por até uma semana, sendo agitada periodicamente, usar álcool fresco para fazer várias lavagens, ou refluir. As patentes originais do láudano em vários países referem-se à imersão da palha de papoula com níveis variados de pulverização em água pura por uma semana e, em seguida, à evaporação da água para obter o concentrado marrom gomoso ou em pó.

## Uso recreativo
Pode-se dizer que o chá de papoula e suas variantes são uma forma incompleta e/ou relativamente bruta de solução aquosa de PSC.
Os extratos caseiros de palha de papoula, incluindo o Kompot, são amplamente usados entre os usuários de drogas intravenosas no leste da Europa, incluindo a Ucrânia e a Polônia.

## Rastreamento de drogas ilícitas
A heroína ilegal pode ser produzida usando palha de papoula como matéria-prima. Os perfis alcaloides da palha de papoula e do ópio são semelhantes, mas pesquisas preliminares sugerem que eles podem ser distinguidos pelas quantidades relativas de alcaloides. Com base na presença do alcaloide oripavina em algumas papoulas de ópio, foi sugerido que a heroína ilegal apreendida na Austrália foi produzida a partir de uma colheita legal de palha de papoula roubada na Tasmânia alguns anos antes.